# 山本岩多
山本 岩多（やまもと いわた、1896年（明治29年）5月15日 - 1944年（昭和19年）10月25日）は、日本の海軍軍人。最終階級は海軍少将。

## 年譜
- 1915年（大正4年）3月31日 - （旧制）栃木県立栃木中学校卒業、海軍兵学校および陸軍士官学校（第30期）を受験し、双方に合格している。
- 1918年（大正7年）11月21日 - 海軍兵学校（46期）卒業・海軍少尉候補生・「常磐」乗組
- 1919年（大正8年）8月1日 - 海軍少尉任官・「比叡」乗組
- 1920年（大正9年）8月3日 - 「朝潮」乗組
  - 12月1日 - 海軍水雷学校普通科学生
- 1921年（大正10年）5月20日 - 海軍砲術学校普通科学生
  - 12月1日 - 海軍中尉昇進・「卯月」乗組
- 1922年（大正11年）5月25日 - 海軍潜水学校普通科学生
  - 12月1日 - 「第43潜水艦」乗組
- 1923年（大正12年）6月25日 - 「梅」乗組
  - 12月1日 - 「第59潜水艦」乗組
- 1924年（大正13年）11月1日 - 「呂60潜水艦」乗組 
  - 12月1日 - 海軍大尉昇進・「磯風」水雷長兼分隊長
- 1925年（大正14年）6月1日 - 「早鞆」分隊長
- 1926年（大正15年）4月1日 - 「柳」乗組
  - 11月1日 「海風」水雷長兼分隊長
- 1927年（昭和2年）12月1日 - 「呂53潜水艦」乗組
- 1929年（昭和4年）3月15日 - 「呂14潜水艦」艦長兼「呂15潜水艦」艦長兼「呂16潜水艦」艦長
  - 11月30日 - 「呂14潜水艦」艦長兼「呂15潜水艦」艦長
- 1930年（昭和5年）3月3日 - 「夕張」水雷長兼分隊長
  - 11月1日 - 「樅」駆逐艦長
- 1931年（昭和6年）4月15日 - 「栂」駆逐艦長
  - 12月1日 - 海軍少佐昇進
- 1933年（昭和8年）5月1日 - 「灘風」駆逐艦長
- 1935年（昭和10年）11月15日 - 「常磐」水雷長
- 1936年（昭和11年）12月1日 - 「叢雲」駆逐艦長
- 1937年（昭和12年）7月15日 - 「叢雲」駆逐艦長兼「白雲」駆逐艦長
  - 10月20日 - 「叢雲」駆逐艦長兼「薄雲」駆逐艦長
  - 12月1日 - 海軍中佐昇進・「叢雲」駆逐艦長
- 1938年（昭和13年）12月15日 - 「敷波」駆逐艦長
- 1939年（昭和14年）2月2日 - 「陽炎」艤装員長
  - 8月10日 - 「陽炎」駆逐艦長
  - 11月1日 - 「鬼怒」副長
- 1940年（昭和15年）8月27日 - 「剣埼」副長
  - 10月15日 - 佐伯防備隊副長
- 1941年（昭和16年）3月5日 - 佐伯防備隊副長兼「釣島」艤装員長
  - 7月1日 - 第32駆逐隊司令
- 1943年（昭和18年）1月6日 - 聯合艦隊司令部附
  - 1月12日 - 第7駆逐隊司令
  - 5月1日 - 海軍大佐昇進
  - 12月15日 - 「多摩」艦長
- 1944年（昭和19年）10月25日 - 「多摩」、エンガノ岬沖海戦で空襲により大破、アメリカ海軍の潜水艦「ジャラオ」 (USS Jallao, SS-368) の雷撃により撃沈され、戦死、海軍少将に特進、享年48

## 栄典
- 1919年（大正8年）9月10日 - 正八位[1]